# Новопетровский (Данковский район)
Новопетровский — посёлок Спешнево-Ивановского сельсовета Данковского района Липецкой области.

## География
Новопетровский находится на правом берегу реки Вязовня. Через посёлок проходит просёлочная дорога. Севернее расположена деревня Новики.

## Население
| 2010 |
| ---- |
| 0    |